# Argentina Santos
Maria Argentina Pinto dos Santos ComIH, celebrizada como Argentina Santos (Mouraria, Lisboa, 6 de fevereiro de 1924 — Lisboa, 18 de Novembro de 2019) foi uma fadista portuguesa, considerada uma das últimas divas do fado castiço.

## Biografia
Maria Argentina Pinto dos Santos nasceu a 6 de fevereiro de 1924, em Lisboa. 
Originária do tradicional bairro da Mouraria, em Lisboa, destaca-se a sua interpretação do fado menor.
Ao contrário da maioria dos fadistas da sua geração, começou tarde a cantar, tendo até um percurso acidentado no meio do fado. Foi para o restaurante A Parreirinha de Alfama trabalhar como cozinheira e o fado surgiu como natural consequência, aos 24 anos. O seu estilo muito pessoal de cantar, forte e autêntico, logo prendeu as atenções dos críticos e do público, almejando-a como uma das maiores promessas musicais da época.
No entanto, depois de casar, como o seu primeiro marido não gostava que cantasse, confinou-se à cozinha. Quando o marido morreu, voltou a cantar e teve um impulso na sua carreira. Mas dois anos depois voltou a casar e a história repetiu-se. O segundo marido também viria a morrer e voltaria a cantar, iniciando uma fase que a levaria a ser conhecida internacionalmente. Atuou em países como Brasil, Venezuela, Grécia, França, Países Baixos, Reino Unido e Itália.
Em 1950, comprou A Parreirinha de Alfama, que permanece ainda como uma das mais típicas casas de fado de Lisboa e também uma das mais concorridas, além de ser ainda a que se mantém há mais tempo nas mesmas mãos. Por ali passaram nomes como Alfredo Marceneiro, Lucília do Carmo, Fernanda Maria, Berta Cardoso, Maria da Fé ou Celeste Rodrigues. Sempre se dividiu entre os seus dotes musicais e culinários e faz questão de ir comprar todas as manhãs o peixe à praça, assegurando-se da qualidade dos pratos que ali são servidos.
Tem um extenso repertório, todo construído para si, à excepção de A Lágrima (do repertório de Amália Rodrigues, com música de Carlos Gonçalves), e que tem na voz de Argentina Santos uma interpretação apreciada. Além deste, destacam-se, entre os seus êxitos, Duas Santas (letra de Augusto Martins e música do Fado Franklin), Juras (letra de Alberto Rodrigues e música de Joaquim Campos) e Passeio Fadista (Alberto Rodrigues/José António Sabrosa). 
O seu primeiro disco data de 1954, foi efectuada na etiqueta "Estoril" sob a orientação artística de Belo Marques, com os guitarristas Casimiro Ramos e Miguel Ramos, onde gravou Duas Santas e Juras.
Em 1960, grava o seu 2º disco, que conta com temas como Chafariz do Rei ou Quadras (de António Botto). Da sua discografia, salienta-se a coletânea, em dois CD, Argentina Santos, editada em 2003 pela Movieplay, e o disco Argentina Santos, gravado em 2002 pela Companhia Nacional de Música, onde revisita alguns temas da sua carreira, com o acompanhamento de José Manuel Neto (guitarra portuguesa), Jorge Fernando (viola) e Filipe Larsen (viola baixo).
Entre as salas mais distintas onde cantou, encontram-se o Queen Elizabeth Hall, em Londres, La Cité de La Musique, em Paris, o Grande Auditório do CCB e o Coliseu dos Recreios, em Lisboa, e a Catedral de Marselha. 
Também em 2004 participou na compilação de homenagem a Amália Rodrigues A Tribute To Amália Rodrigues, com o tema Lágrima. Participou noutros projetos ligados ao fado, como o espetáculo Cabelo Branco é Saudade, de Ricardo Pais. Em 2007, o realizador espanhol Carlos Saura imortalizou o fado Vida vivida na voz de Argentina, que o cantou no filme Fados, que juntou intérpretes como Carlos do Carmo, Chico Buarque, Caetano Veloso, Mariza, Lila Downs ou Lura.
Argentina Santos faleceu no dia 18 de novembro de 2019, no Hospital de Santa Maria em Lisboa. 

## Prémios e Reconhecimento
Em 2004, foi-lhe prestada uma festa de homenagem no Coliseu dos Recreios. É patrona da Academia do Fado de Racanati, na Itália, que ela própria inaugurou.
Em 2005, foi galardoada com o "Prémio Carreira", nos Prémios Amália Rodrigues da Fundação Amália Rodrigues. Na mesma ocasião a vertente masculina do "Prémio Carreira" seria entregue a Raul Nery.
A 27 de novembro de 2013, foi feita Comendadeira da Ordem do Infante D. Henrique.